# Spyridium riparium
Spyridium riparium är en brakvedsväxtart som beskrevs av B.L. Rye. Spyridium riparium ingår i släktet Spyridium och familjen brakvedsväxter. Inga underarter finns listade i Catalogue of Life.